# La Palma d'Ebre
La Palma d'Ebre é um município da Espanha na comarca de , província de Tarragona, comunidade autónoma da Catalunha. Tem 37,9 km² de área e em 2021 tinha 334 habitantes (densidade: 8,8 hab./km²).

## Demografia
| Variação demográfica do município entre 1991 e 2004 [carece de fontes?] | Variação demográfica do município entre 1991 e 2004 [carece de fontes?] | Variação demográfica do município entre 1991 e 2004 [carece de fontes?] | Variação demográfica do município entre 1991 e 2004 [carece de fontes?] |
| ----------------------------------------------------------------------- | ----------------------------------------------------------------------- | ----------------------------------------------------------------------- | ----------------------------------------------------------------------- |
| 1991                                                                    | 1996                                                                    | 2001                                                                    | 2004                                                                    |
| 457                                                                     | 421                                                                     | 405                                                                     | 403                                                                     |